# Подыгрушье
Подыгру́шье (бел. Падыгрушша)  — деревня в Смолевичском районе Минской области Белоруссии. В составе Заболотского сельсовета. 
Располагается в 7 километрах западнее города Смолевичи и 4-х километрах от одноимённой железнодорожной станции на линии Минск — Орша, в 30 километрах от Минска. В 700 метрах от деревни расположен остановочный пункт электропоездов Загорье.

## История
Известна с XVIII века, в составе Минского повета Великого княжества Литовского в инвентаре Смолевичского имения. В 1762 году в деревне была построена православная церковь. После второго раздела Речи Посполитой в 1793 году деревня перешла в состав Российской империи. В 1800 году в деревне насчитывалось 8 дворов, проживали 85 жителей (по другим сведениям — 80), находилась во владении князя Доминика Радзивилла в составе Борисовского уезда Минской губернии. Согласно результатам первой всероссийской переписи населения 1897 года деревня находилась в Смолевичской волости, насчитывалось 13 дворов и 94 жителя. В начале XX века  Подыгрушье — застенок, в котором насчитывалось 20 дворов, проживали 117 жителей. В 1920-е годы насчитывалось 29 хозяйств, проживали 158 жителей.
С февраля по декабрь 1918 года деревня была оккупирована войсками кайзеровской Германии, с августа 1919 до июля 1920 года — польскими войсками. С 1919 года деревня находится в составе Белорусской ССР, с 20 августа 1924 года в составе Заболотского сельсовета Смолевичского района Минского округа (до 26 июля 1930 года). С 20 февраля 1938 года в составе Минской области. Согласно советской переписи населения 1926 года в Подыгрушье насчитывалось 34 двора, проживали 178 жителей. В 1930-е годы действовал колхоз «Челюскинец», работала кузница. Во время советско-финской войны 1939—1940 годов, на фронте погиб один житель деревни.
В годы Великой Отечественной войны с конца июня 1941 до начала июля 1944 года деревня была оккупирована немецко-фашистскими войсками, 22 жителя деревни погибли на фронтах войны, один — в партизанской борьбе.
Согласно переписи населения 1959 года в деревне проживали 203 жителя, деревня находилась в составе Заболотского сельсовета. С 25 декабря 1962 года в Минском районе, с 6 января 1965 года снова в Смолевичском. В 1988 году насчитывалось 58 придомовых хозяйства, проживали 160 жителей, находилась в составе колхоза «Ленинский путь». В 1996 году насчитывалось 54 хозяйства и 143 жителя, действовал продовольственный магазин и животноводческая ферма.

## Население
| Численность населения (по годам) | Численность населения (по годам) | Численность населения (по годам) | Численность населения (по годам) | Численность населения (по годам) | Численность населения (по годам) | Численность населения (по годам) | Численность населения (по годам) | Численность населения (по годам) | Численность населения (по годам) | Численность населения (по годам) |
| 1800                             | 1897                             | 1909                             | 1917                             | 1926                             | 1959                             | 1988                             | 1996                             | 2009                             | 2013                             | 2019                             |
| -------------------------------- | -------------------------------- | -------------------------------- | -------------------------------- | -------------------------------- | -------------------------------- | -------------------------------- | -------------------------------- | -------------------------------- | -------------------------------- | -------------------------------- |
| 85                               | ↗94                              | ↗117                             | ↗158                             | ↗178                             | ↗203                             | ↘160                             | ↘143                             | ↘100                             | ↘88                              | ↘76                              |

## Застройка
Планировочно деревня состоит из двух коротких прямолинейных улиц, главная из которых ориентирована меридианно. Жилая застройка — деревянная, двухбоковая, усадебного типа.